# Aristea racemosa
Aristea racemosa är en irisväxtart som beskrevs av John Gilbert Baker. Aristea racemosa ingår i släktet Aristea och familjen irisväxter.

## Underarter
Arten delas in i följande underarter:
- A. r. inflata
- A. r. racemosa